# Bakos Sándor
Bakos Sándor (Budapest, 1939. augusztus 2. – Budapest, 2010. március 16.) válogatott labdarúgó, jobbhátvéd, jobbfedezet, edző.

## Pályafutása

### A válogatottban
1966-ban 1 alkalommal szerepelt a válogatottban.

## Sikerei, díjai
- Magyar bajnokság
  - bajnok: 1960–61, 1961–62, 1965, 1966
  - 3.: 1968
- Bajnokcsapatok Európa-kupája (BEK)
  - negyeddöntős: 1967–68
- Közép-európai kupa (KK)
  - győztes: 1962, 1965

## Statisztika

### Mérkőzése a válogatottban
| Magyarország | Magyarország      | Magyarország         | Magyarország | Magyarország | Magyarország | Magyarország | Magyarország | Magyarország |
| #            | Dátum             | Helyszín             | Hazai        | Eredmény     | Vendég       | Kiírás       | Gólok        | Esemény      |
| ------------ | ----------------- | -------------------- | ------------ | ------------ | ------------ | ------------ | ------------ | ------------ |
| 1.           | 1966. október 30. | Budapest, Népstadion | Magyarország | 3 – 1        | Ausztria     | barátságos   | -            |              |
|              | Összesen          |                      |              | 1            | mérkőzés     |              | 0            | gól          |